# Eliminatórias da Copa do Mundo FIFA de 2022 – UEFA (Grupo B)
O Grupo B das eliminatórias da UEFA para a Copa do Mundo FIFA de 2022 foi formado pela Espanha, Suécia, Grécia, Geórgia e Kosovo.
O vencedor do grupo se classificou automaticamente para a Copa do Mundo de 2022. Além dos demais nove vencedores de grupos, os nove melhores segundos colocados avançaram para a segunda fase, que será disputada no sistema de play-offs.

## Classificação
|  | Equipes qualificadas para a Copa do Mundo de 2022 |
|  | Equipes qualificadas para a segunda fase          |
|  | Equipes eliminadas                                |

| Pos | Equipe  | Pts | J | V | E | D | GP | GC | SG  | Classificado                              |  | ESP | SWE | GRE | GEO | KVX |
| --- | ------- | --- | - | - | - | - | -- | -- | --- | ----------------------------------------- |  | --- | --- | --- | --- | --- |
| 1   | Espanha | 19  | 8 | 6 | 1 | 1 | 15 | 5  | +10 | qualificadas para a Copa do Mundo de 2022 |  | —   | 1–0 | 1–1 | 4–0 | 3–1 |
| 2   | Suécia  | 15  | 8 | 5 | 0 | 3 | 12 | 6  | +6  | qualificadas para a segunda fase          |  | 2–1 | —   | 2–0 | 1–0 | 3–0 |
| 3   | Grécia  | 10  | 8 | 2 | 4 | 2 | 8  | 8  | 0   | Eliminado                                 |  | 0–1 | 2–1 | —   | 1–1 | 1–1 |
| 4   | Geórgia | 7   | 8 | 2 | 1 | 5 | 6  | 12 | −6  | Eliminado                                 |  | 1–2 | 2–0 | 0–2 | —   | 0–1 |
| 5   | Kosovo  | 5   | 8 | 1 | 2 | 5 | 5  | 15 | −10 | Eliminado                                 |  | 0–2 | 0–3 | 1–1 | 1–2 | —   |

## Partidas
O calendário de partidas foi divulgado pela UEFA em 8 de dezembro de 2020. As partidas entre 27 de março e a partir de 31 de outubro seguem o fuso horário UTC+1 (rodadas 1–2 e 9–10). Para as partidas entre 28 de março e 30 de outubro o fuso horário seguido é o UTC+2 (rodadas 3–8).
| 25 de março de 2021 | Espanha    | 1 – 1                             | Grécia              | Estádio Nuevo Los Cármenes, Granada |
| 20:45               | Morata 33' | Relatório (FIFA) Relatório (UEFA) | Bakasetas 57' (pen) | Público: 0 Árbitro: ITA Marco Guida |

| 25 de março de 2021 | Suécia       | 1 – 0                             | Geórgia | Friends Arena, Solna                   |
| 20:45               | Claesson 35' | Relatório (FIFA) Relatório (UEFA) |         | Público: 0 Árbitro: FRA Benoît Bastien |

| 28 de março de 2021 | Geórgia           | 1 – 2                             | Espanha                 | Estádio Boris Paichadze, Tiblíssi          |
| 18:00               | Kvaratskhelia 44' | Relatório (FIFA) Relatório (UEFA) | Torres 56' · Olmo 90+2' | Público: 16 500 Árbitro: ROU Radu Petrescu |

| 28 de março de 2021 | Kosovo | 0 – 3                             | Suécia                                          | Estádio Fadil Vokrri, Pristina       |
| 20:45               |        | Relatório (FIFA) Relatório (UEFA) | Augustinsson 12' · Isak 35' · Larsson 70' (pen) | Público: 0 Árbitro: HUN Tamás Bognár |

| 31 de março de 2021 | Grécia               | 1 – 1                             | Geórgia           | Estádio Toumba, Salonica                 |
| 20:45               | Kakabadze 76' (g.c.) | Relatório (FIFA) Relatório (UEFA) | Kvaratskhelia 78' | Público: 0 Árbitro: POL Szymon Marciniak |

| 31 de março de 2021 | Espanha                            | 3 – 1                             | Kosovo          | Estádio de La Cartuja, Sevilha       |
| 20:45               | Olmo 34' · Torres 36' · Moreno 75' | Relatório (FIFA) Relatório (UEFA) | Bes. Halimi 70' | Público: 0 Árbitro: DEN Jakob Kehlet |

| 2 de setembro de 2021 | Geórgia | 0 – 1                             | Kosovo     | Estádio Batumi, Batumi                   |
| 18:00                 |         | Relatório (FIFA) Relatório (UEFA) | Muriqi 18' | Público: 122 Árbitro: UKR Mykola Balakin |

| 2 de setembro de 2021 | Suécia                 | 2 – 1                             | Espanha  | Friends Arena, Solna                        |
| 20:45                 | Isak 6' · Claesson 57' | Relatório (FIFA) Relatório (UEFA) | Soler 5' | Público: 16 901 Árbitro: ENG Anthony Taylor |

| 5 de setembro de 2021 | Kosovo       | 1 – 1                             | Grécia         | Estádio Fadil Vokrri, Pristina                |
| 20:45                 | Muriqi 90+2' | Relatório (FIFA) Relatório (UEFA) | Douvikas 45+1' | Público: 1 200 Árbitro: FRA François Letexier |

| 5 de setembro de 2021 | Espanha                                         | 4 – 0                             | Geórgia | Estádio Nuevo Vivero, Badajoz             |
| 20:45                 | Gayà 14' · Soler 25' · Torres 41' · Sarabia 63' | Relatório (FIFA) Relatório (UEFA) |         | Público: 8 444 Árbitro: POR Tiago Martins |

| 8 de setembro de 2021 | Grécia                       | 2 – 1                             | Suécia      | Estádio Olímpico, Atenas                   |
| 20:45                 | Bakasetas 62' · Pavlidis 78' | Relatório (FIFA) Relatório (UEFA) | Quaison 80' | Público: 3 475 Árbitro: RUS Sergei Karasev |

| 8 de setembro de 2021 | Kosovo | 0 – 2                             | Espanha                  | Estádio Fadil Vokrri, Pristina           |
| 20:45                 |        | Relatório (FIFA) Relatório (UEFA) | Fornals 32' · Torres 90' | Público: 1 200 Árbitro: SCO Bobby Madden |

| 9 de outubro de 2021 | Geórgia | 0 – 2                             | Grécia                             | Estádio Batumi, Batumi                 |
| 18:00                |         | Relatório (FIFA) Relatório (UEFA) | Bakasetas 90' · Pelkas 90+5' (pen) | Público: 0 Árbitro: LTU Donatas Rumšas |

| 9 de outubro de 2021 | Suécia                                      | 3 – 0                             | Kosovo | Friends Arena, Solna                        |
| 18:00                | Forsberg 29' (pen) · Isak 62' · Quaison 79' | Relatório (FIFA) Relatório (UEFA) |        | Público: 44 213 Árbitro: ITA Marco Di Bello |

| 12 de outubro de 2021 | Kosovo           | 1 – 2                             | Geórgia                            | Estádio Fadil Vokrri, Pristina               |
| 20:45                 | Muriqi 45' (pen) | Relatório (FIFA) Relatório (UEFA) | Okriashvili 11' · Davitashvili 82' | Público: 3 550 Árbitro: POL Paweł Raczkowski |

| 12 de outubro de 2021 | Suécia                        | 2 – 0                             | Grécia | Friends Arena, Solna                        |
| 20:45                 | Forsberg 59' (pen) · Isak 69' | Relatório (FIFA) Relatório (UEFA) |        | Público: 47 314 Árbitro: GER Tobias Stieler |

| 11 de novembro de 2021 | Geórgia                | 2 – 0                             | Suécia | Estádio Batumi, Batumi                       |
| 18:00                  | Kvaratskhelia 61', 77' | Relatório (FIFA) Relatório (UEFA) |        | Público: 6 800 Árbitro: NED Serdar Gözübüyük |

| 11 de novembro de 2021 | Grécia | 0 – 1                             | Espanha           | Estádio Olímpico, Atenas                     |
| 20:45                  |        | Relatório (FIFA) Relatório (UEFA) | Sarabia 26' (pen) | Público: 7 825 Árbitro: POL Szymon Marciniak |

| 14 de novembro de 2021 | Grécia       | 1 – 1                             | Kosovo       | Estádio Olímpico, Atenas                     |
| 20:45                  | Masouras 44' | Relatório (FIFA) Relatório (UEFA) | Rrahmani 76' | Público: 1 388 Árbitro: BLR Aleksei Kulbakov |

| 14 de novembro de 2021 | Espanha    | 1 – 0                             | Suécia | Estádio de La Cartuja, Sevilha           |
| 20:45                  | Morata 86' | Relatório (FIFA) Relatório (UEFA) |        | Público: 51 844 Árbitro: GER Felix Brych |

## Artilharia
4 gols
- ESP Ferran Torres
- GEO Khvicha Kvaratskhelia
- SWE Alexander Isak

3 gols
- GRE Anastasios Bakasetas
- KVX Vedat Muriqi

2 gols
- ESP Álvaro Morata
- ESP Carlos Soler
- ESP Dani Olmo
- ESP Pablo Sarabia
- SWE Emil Forsberg
- SWE Robin Quaison
- SWE Viktor Claesson

1 gol
- ESP Gerard Moreno
- ESP José Gayà
- ESP Pablo Fornals
- GEO Tornike Okriashvili
- GEO Zuriko Davitashvili
- GRE Anastasios Douvikas
- GRE Dimitris Pelkas
- GRE Giorgos Masouras
- GRE Vangelis Pavlidis
- KVX Amir Rrahmani
- KVX Besar Halimi
- SWE Ludwig Augustinsson
- SWE Sebastian Larsson

Gols contra
- GEO Otar Kakabadze (para a Grécia)